# Уильямс, Катай
Катай Уильямс (англ. Cathay Williams, ок. 1842 или 1850 — ок. 1892) — первая чернокожая женщина-солдат в США. Служила под вымышленным именем Уильям Катай.
Родилась в рабстве (была дочерью рабыни и свободного человека) в городе Индепенденс в штате Миссури в 1842 или 1850 году; работала горничной в доме Уильяма Джонсона, богатого плантатора из Джефферсон-Сити. После начала Гражданской войны была освобождена солдатами 8-го Индианского добровольческого пехотного полка армии Севера, которые наняли её для работы поварихой и прачкой.
По окончании войны стремившаяся к финансовой независимости Уильямс поступила в ноябре 1866 года на военную службу. С момента начала гражданской войны темнокожие могли служить в американской армии (первоначально — только Севера), однако женщины до службы не допускались, поэтому она 15 ноября 1866 года поступила на службу в роту A 38-го пехотного полка под именем Уильяма Катая. В 1868 году после перенесённой оспы её здоровье стало ухудшаться; в ходе одного из медицинских осмотров был установлен её истинный пол. 14 октября 1868 года Уильямс была уволена из армии.
После увольнения из армии она вернулась к жизни под своим реальным именем, в 1869—1870 годах была поварихой в семье одного из офицеров в Форт-Юнионе. Затем переехала в Пуэбло, штат Колорадо, где на протяжении двух лет работала прачкой. В 1872 году переехала в Лас-Анимас, спустя год поселилась в Тринидаде, Колорадо, где провела остаток жизни, по-прежнему работая прачкой.
На рубеже 1889 и 1890 годов поступила в местную больницу, где провела некоторое время. В 1891 году подала прошение о предоставлении ей пособия инвалидности, приобретённой в период военной службы, но оно было отклонено. Точная дата её смерти не установлена. В 2016 году в Ливенворте, Канзас, ей был установлен памятник.